# Nationalliga A (Schach) 2001
In der Saison 2001 der Schweizer Nationalliga A im Schach lieferten sich der Titelverteidiger SG Biel und die SG Zürich ein Kopf-an-Kopf-Rennen um den ersten Platz. Erst in der Runde fiel im direkten die Entscheidung zugunsten der Bieler.
Aus der Nationalliga B waren der SV Wollishofen und Club d’Echecs de Genève aufgestiegen. Während Wollishofen den Klassenerhalt erreichte, musste Genf zusammen mit der SG Riehen direkt wieder absteigen. Zu den gemeldeten Mannschaftskadern der teilnehmenden Vereine siehe Mannschaftskader der Schweizer Nationalliga A im Schach 2001.

## Abschlusstabelle
| Pl. | Verein                      | Sp | G | U | V | MP   | Brett-P.  |
| --- | --------------------------- | -- | - | - | - | ---- | --------- |
| 01. | SG Biel (M)                 | 9  | 8 | 1 | 0 | 17:1 | 48,0:24,0 |
| 02. | SG Zürich                   | 9  | 7 | 1 | 1 | 15:3 | 47,5:24,5 |
| 03. | Schachklub Luzern           | 9  | 5 | 2 | 2 | 12:6 | 41,0:31,0 |
| 04. | Schachfreunde Reichenstein  | 9  | 5 | 1 | 3 | 11:7 | 38,0:34,0 |
| 05. | SK Bern                     | 9  | 4 | 2 | 3 | 10:8 | 35,5:36,5 |
| 06. | SG Winterthur               | 9  | 2 | 4 | 3 | 8:10 | 39,0:33,0 |
| 07. | SK Mendrisio                | 9  | 3 | 0 | 6 | 6:12 | 31,5:40,5 |
| 08. | SV Wollishofen (N)          | 9  | 1 | 2 | 6 | 4:14 | 29,5:42,5 |
| 09. | Club d’Echecs de Genève (N) | 9  | 2 | 0 | 7 | 4:14 | 21,0:51,0 |
| 10. | SG Riehen                   | 9  | 1 | 1 | 7 | 3:15 | 29,0:43,0 |

## Entscheidungen
|     | Schweizer Meister: SG Biel                                          |
|     | Absteiger in die Nationalliga B: Club d’Echecs de Genève, SG Riehen |
| (M) | Meister der letzten Saison                                          |
| (N) | Aufsteiger der letzten Saison                                       |

## Kreuztabelle
| Ergebnisse | Ergebnisse                 | 01. | 02. | 03. | 04. | 05. | 06. | 07. | 08. | 09. | 10. |
| ---------- | -------------------------- | --- | --- | --- | --- | --- | --- | --- | --- | --- | --- |
| 01.        | SG Biel                    |     | 5   | 4   | 5   | 6½  | 4½  | 5½  | 5½  | 7   | 5   |
| 02.        | SG Zürich                  | 3   |     | 5   | 5   | 6   | 4   | 6   | 5½  | 7½  | 5½  |
| 03.        | Schachklub Luzern          | 4   | 3   |     | 4   | 5   | 3   | 5½  | 6½  | 5½  | 4½  |
| 04.        | Schachfreunde Reichenstein | 3   | 3   | 4   |     | 2½  | 4½  | 4½  | 5½  | 6   | 5   |
| 05.        | SK Bern                    | 1½  | 2   | 3   | 5½  |     | 4   | 4½  | 4   | 4½  | 6½  |
| 06.        | SG Winterthur              | 3½  | 4   | 5   | 3½  | 4   |     | 3½  | 4   | 7½  | 4   |
| 07.        | SK Mendrisio               | 2½  | 2   | 2½  | 3½  | 3½  | 4½  |     | 4½  | 3½  | 5   |
| 08.        | SV Wollishofen             | 2½  | 2½  | 1½  | 2½  | 4   | 4   | 3½  |     | 6½  | 2½  |
| 09.        | Club d’Echecs de Genève    | 1   | ½   | 2½  | 2   | 3½  | ½   | 4½  | 1½  |     | 5   |
| 10.        | SG Riehen                  | 3   | 2½  | 3½  | 3   | 1½  | 4   | 3   | 5½  | 3   |     |

## Aufstiegsspiele zur Nationalliga A
Für die Aufstiegsspiele qualifiziert hatten sich aus der Nationalliga B Ost der Sieger SK St. Gallen und der Zweitplatzierte Nimzowitsch Zürich, aus der Nationalliga B West der Sieger Sorab Basel und der Zweite Rössli Reinach. Die Aufstiegsspiele zwischen St. Gallen und Reinach sowie zwischen Basel und Zürich fanden bei den Staffelsiegern statt. In beiden Wettkämpfen konnten sich die Gastgeber, die damit in die Nationalliga A aufstiegen, knapp durchsetzen. Basel siegte mit 5:3, St. Gallen behielt nach einem 4:4 dank der besseren Berliner Wertung (21½:14½) die Oberhand.
| SK St. Gallen    | Rössli Reinach   | Ergebnis |
| ---------------- | ---------------- | -------- |
| Milan Novkovic   | Guntram Gärtner  | ½:½      |
| Michail Umansky  | Franz Hölzl      | ½:½      |
| Robert Thoma     | Bela Toth        | 1:0      |
| Marc Potterat    | Martin Preiss    | 1:0      |
| Jürg Jenal       | Mahmut Xheladini | ½:½      |
| Helene Mira      | Ralph Buss       | 0:1      |
| Anton Thaler     | Christian Terraz | ½:½      |
| Martin Leutwyler | Philipp Ammann   | 0:1      |

| Sorab Basel           | Nimzowitsch Zürich  | Ergebnis |
| --------------------- | ------------------- | -------- |
| Branko Filipović      | Peter Kühn          | 0:1      |
| Jean-Luc Costa        | Dejan Pikula        | ½:½      |
| Max Scherer           | Victor Manievich    | ½:½      |
| Tatjana Lematschko    | Christian Palmer    | 1:0      |
| Mirko Mikavica        | Carmi Haas          | 1:0      |
| Miroslav Desancic     | Daniel Borner       | ½:½      |
| Zoran Bojic           | Christoph Drechsler | 1:0      |
| Mersudin Hamzabegovic | Hugo Kalbermatter   | ½:½      |

## Die Meistermannschaft
| 1.            | SG Biel |
| Schachfiguren | Christian Maier, Ognjen Cvitan, Jörg Grünenwald, Antonin Robert, Franjo Begovac, Didier Leuba, Yannick Pelletier, Joseph Gallagher, Simon Bohnenblust, Vadim Milov, Christian Bauer. |